# Jared Diamond
Jared Diamond (Boston (Massachusetts), 10 september 1937) is een Amerikaanse geograaf, fysioloog, evolutionair bioloog, biogeograaf, milieuwetenschapper en aardwetenschapper.
Sinds juni 2002 is hij hoogleraar in de geografie aan de UCLA (de Universiteit van Californië - Los Angeles). Eerder was hij daar al hoogleraar in de fysiologie aan de geneeskundige faculteit.

## Biografie

### Jeugd en opleiding
Diamond werd geboren in Boston, Massachusetts. Zijn beide ouders waren afkomstig uit Oost-Europese, Joodse gezinnen. Zijn vader Louis K. Diamond was een arts en zijn moeder, Flora Kaplan, was lerares, taalkundige en concertpianiste. Jared zelf speelde vanaf zijn zesde jaar piano. Hij volgde middelbaar onderwijs aan de Roxbury Latin School en haalde vervolgens in 1958 een Bachelor of Arts aan het Harvard College. In 1961 verkreeg hij de titel van Doctor of Philosophy (Universiteit van Cambridge, UK) in de fysiologie en de biofysica op grond van zijn studie aan celmembranen van de galblaas.

### Carrière als onderzoeker
Na het behalen van zijn doctorsgraad keerde Diamond terug naar Harvard, waar hij in 1965 een aanstelling als Junior Fellow kreeg. In 1968 werd hij hoogleraar in de fysiologie aan de UCLA. In 1964 bezocht hij voor het eerst Nieuw-Guinea. Hij raakte gefascineerd door de avifauna en de mensen van Nieuw-Guinea en de omliggende eilanden waaronder de Salomonseilanden. Hij bezocht dit gebied daarna meer dan 25 keer. Hij ging er 22 keer heen als leider van een expeditie, gericht op het doen van onder andere ornithologisch en ecologisch onderzoek in opdracht van de National Geographic Society. Zodoende ontwikkelde zich parallel aan zijn hoogleraarschap in de fysiologie een loopbaan in de ecologie en de vogelkunde. Toen hij in de vijftig werd kwam daar een derde carrière bij als onderzoeker op het gebied van de milieuwetenschappen (environmental history) en sociale geografie. In het jaar dat hij 65 jaar werd, kreeg hij een benoeming als hoogleraar aardrijkskunde (Professor of Geography) aan de universiteit waar hij al doceerde, de UCLA.

## Zijn werk
In juni 2013 stond op zijn CV dat hij de auteur is van negen boeken, twee monografieën, 604 artikelen in wetenschappelijke tijdschriften waarvan 131 in Nature.

### Fysioloog
Diamond begon zijn wetenschappelijke carrière als fysioloog. Hij schreef in totaal 196 artikelen in fysiologische vakbladen. Hij specialiseerde zich in het transport van water, ionen en niet electrolytische moleculen door celmembranen. Zijn verdienste op dit onderzoekgebied leidde ertoe dat hij werd gekozen tot lid van de American  Academy of Arts and Sciences. Ook verwierf hij belangrijke onderzoekprijzen van de American  Physiological  Society en de American Gastroenterological Association.

### Evolutiebioloog
De expedities die Diamond leidde hadden als doel het onderzoek naar de ecologische samenhang binnen verschillende gemeenschappen van diersoorten en hoe bepaalde factoren zoals uitsterven en  immigratie de soortendiversiteit bepaalden. Diamond publiceerde hierover samen met de bekende evolutiebioloog Ernst Mayr.  Een bijproduct van deze onderzoekingen is de herontdekking van de geelkuiftuiniervogel (Amblyornis flavifrons)  in 1982 rond de top van het Foja-gebergte in Papoea. Sinds 1895 waren er geen waarnemingen van deze uiterst zeldzame prieelvogel meer geweest. Verder beschreef Diamond een nieuwe vogelsoort, de rovianaral (Gallirallus rovianae) en 20 ondersoorten van andere vogels uit die regio. Hij schreef 122 artikelen in ecologische vaktijdschriften.

### Auteur
Diamond is vooral bekend geworden als auteur van populaire wetenschapsboeken op het gebied van antropologie, biologie en geschiedenis. In  Zwaarden, paarden en ziektekiemen (Engelse titel: Guns, Germs and Steel) laat hij zien dat ontwikkelde delen van de wereld hun 'positie' danken aan een speling van de natuur. Hij verdedigt op die manier nadrukkelijk een niet-racistisch standpunt. Dat sommige culturen verder ontwikkeld zijn, danken zij niet aan genetisch bepaalde raskenmerken, maar aan geografische, klimatologische en bacteriologische factoren. Die vormden de belangrijkste oorzaak waardoor westerse beschavingen 'sneller' konden groeien dan andere beschavingen. In zijn boek Ondergang (Engelse titel: Collapse) stelt hij juist de vraag waarom sommige beschavingen ten onder zijn gegaan; slechte omgang met het (leef-)milieu is volgens hem een van de hoofdredenen, naast een verslechterend klimaat en minder gunstige betrekkingen met buurvolkeren en handelspartners. In 2012 verscheen  The World until Yesterday: What Can We Learn from Traditional Societies? (Nederlandse vertaling: De wereld tot gisteren later onder de titel Erfenis) waarin hij uitlegt wat mensen uit de Westerse wereld kunnen leren van traditionele samenlevingen, zoals verschillende manieren van conflictbeheersing, omgaan met ouderen, kinderzorg en religie, voordelen van meertaligheid en lagere zoutinname.

#### Lijst van boeken en monografieën
- The Avifauna  of the Eastern  Highlands  of New Guinea.  Nuttall  Ornithological Club monograph  no. 12, Boston (1972).
- (met M.L. Cody als mederedacteur) Ecology  and Evolution  of Communities.  Belknap  Press, Harvard  University  Press,  Cambridge,  Mass (1975).
- (met M. LeCroy) Birds of Karkar  and Bagabag Islands,  New Guinea.  Bull. Amer. Mus. Nat. Hist. 164: 469-531 (1979).
- The Avifaunas  of Rennell  and Bellona  Islands.  The Natural  History  of Rennell Island,  British  Solomon  Islands  8: 127-168  (1984).
- (met  T.J. Case als mederedacteur) Community  Ecology.  Harper  and Row, New York (1986).
- (met B. Beehler,  T. Pratt, D. Zimmerman,  H. Bell, B. &  J. Coe)   Birds of New Guinea.  Princeton  University  Press, Princeton (1986).
- The Third Chimpanzee: The Evolution and Future of the Human Animal (1992) ISBN 0-06-098403-1
- Guns, Germs, and Steel: The Fates of Human Societies (1997) ISBN 0-393-31755-2, (2003) ISBN 1-58663-863-7
- Why Is Sex Fun?: The Evolution of Human Sexuality (1997) ISBN 0-465-03126-9
- (met Ernst Mayr) The Birds of Northern  Melanesia:  Speciation,  Ecology,  and Biogeography. Oxford  University  Press, New York (2001).
- Collapse: How Societies Choose to Fail or Succeed (2004) ISBN 0-670-03337-5
- Natural Experiments of History (with James A. Robinson) (2010) ISBN 0-674-03557-7, ISBN 978-0674035577.
- The World until Yesterday: What Can We Learn from Traditional Societies? (2012)  ISBN 978-0-141-02448-6 en ISBN 9780713998986
- Upheaval: How Nations Cope with Crisis and Change (2019).

#### Nederlandse vertalingen
- De wereld tot gisteren: wat we kunnen leren van traditionele samenlevingen. Utrecht: Het Spectrum, 2013 ISBN 9789000315772 (ook onder de titel Erfenis ISBN 978-90-00-33506-0)
- Ondergang: waarom zijn sommige beschavingen verdwenen en hoe kan de onze haar ondergang voorkomen? Utrecht: Het Spectrum, 1ste druk 2005, 10de druk 2013. ISBN 9789000318377
- Zwaarden, paarden en ziektekiemen: waarom Europeanen en Aziaten de wereld domineren. Utrecht: Het Spectrum, 2006 ISBN 90-274-2733-X
- De derde chimpansee: evolutie en toekomst van het dier dat mens heet. Utrecht: Het Spectrum, 2001 ISBN 978-90-00-31838-4
- Het leuke van seks: over de evolutie van de menselijke seksualiteit, Contact, 1998 ISBN 90-254-2419-8
- Omwenteling: hoe staten omgaan met crisis en verandering (2019) Amsterdam, Het Spectrum ISBN 9789000338818

## Onderscheidingen
Jared Diamond ontving veel waardering voor zijn werk. Hij werd gekozen tot bestuurslid van vier prestigieuze verenigingen op het gebied van onderzoek en ontving tientallen erelidmaatschappen en eredoctoraten overal ter wereld. Zo kreeg hij in 2008 een eredoctoraat van de Katholieke Universiteit Leuven. Zijn onderzoek was goed voor 13 prijzen voor belangrijk onderzoek en zijn boeken leverde hem negen prijzen op, waaronder in 1998 de Pulitzerprijs voor zijn boek Guns, Germs, and Steel. In Nederland kreeg hij in 2004 de Groeneveldprijs.
- Bibsys: 90542622
- Biblioteca Nacional de Chile: 000349864
- Biblioteca Nacional de España: XX905689
- Bibliothèque nationale de France: cb135306372 (data)
- Catàleg d'autoritats de noms i títols de Catalunya: 981058511944406706
- CiNii: DA01192213
- Gemeinsame Normdatei: 120299410
- International Standard Name Identifier: 0000 0001 1030 9413
- Library of Congress Control Number: n79147898
- Nationale Bibliotheek van Letland: 000160667
- MusicBrainz: 5af9d981-bbb3-44ee-b836-dc1dd977dc28
- Bibliotheek van het Japanse parlement: 00465585
- Nationale Bibliotheek van Tsjechië: mzk2003175438
- Nationale Bibliotheek van Israël: 987007260472205171
- Nationale Bibliotheek van Polen: a0000003019351
- Nederlandse Thesaurus van Auteursnamen: 071561870
- ResearcherID: ESE-0169-2022
- Réseau des bibliothèques de Suisse occidentale: 02-A003178297
- Istituto Centrale per il Catalogo Unico: RAVV090356
- LIBRIS: 250889
- SNAC: w6tr3m2b
- Système universitaire de documentation: 050453653
- Trove: 807789
- Virtual International Authority File: 90709225
- WorldCat: E39PBJjXdR7TvxwQ8Phh4Yrcyd